# Jacques Rouillard
Pour les articles homonymes, voir Rouillard.
Jacques Rouillard, né en 1945, est un historien québécois et professeur émérite à l'Université de Montréal, dont il a pris sa retraite en 2015. Il est spécialiste de l'histoire du travail et du syndicalisme au Québec.

## Biographie
Après des études de premier et de deuxième cycle à l'Université Laval, il obteitn son doctorat en histoire à l'Université d'Ottawa en 1976. Son mémoire de maîtrise porte sur Les travailleurs du coton au Québec, 1900-1915 alors que sa thèse de doctorat s'intitulera Les syndicats nationaux au Québec de 1900 à 1930. Il commence sa carrière de professeur à l'Université York (Toronto) en 1975, puis bifurque, trois ans plus tard, vers le Département d'histoire de l'Université de Montréal où il enseignera jusqu'à sa retraite. Il a dirigé pendant plusieurs années le programme de mineure en études québécoises de l'Université de Montréal. 
C'est aussi à Montréal qu'il participe en 1972 à la création du Regroupement des chercheurs en histoire des travailleurs et travailleuses du Québec (RCHTQ) avec d'autres spécialistes du mouvement ouvrier. Il publiera de nombreux articles et plusieurs monographies, dont Histoire du syndicalisme au Québec : des origines à nos jours en 1989, monographie qui sera revue pour être publiée en 2004 sous le titre Le syndicalisme québécois. Deux siècles d'histoire avec des ajouts concernant notamment la négociation collective et un chapitre sur les années 1985-2003. Il fait également paraître en 2008 L'expérience syndicale au Québec, qui comprend dix textes sur les rapports du syndicalisme avec l'État, le nationalisme et la perception du syndicalisme dans l'opinion publique.
Ses travaux montrent notamment que les grandes étapes de syndicalisation au Québec sont les mêmes que celles des autres sociétés nord-américaines, que les syndicats internationaux (nord-américains) dominent le paysage syndical au Québec et que les travailleurs québécois développent une conscience collective aussi vigoureuse qu'en Ontario et aux États-Unis (niveau de syndicalisation, propension à la grève, revendications politiques, etc.). Source de contestation et de transformation sociale, le mouvement syndical influence de façon significative l’évolution du Québec depuis la fin du XIXe siècle. Dans son article le plus significatif, « La Révolution tranquille : rupture ou tournant ? » (Journal of Canadian Studies/Revue d'études canadiennes, hiver 1998, 23-51), il remet en question l’interprétation voulant que la Révolution tranquille marque l’entrée des Franco-Québécois dans le monde moderne après un siècle de « Grande Noirceur » (http://classiques.uqac.ca/contemporains/rouillard_jacques/revolution_tranquille/revolution_tranquille.html). À son avis, le Québec représente depuis longtemps une société distincte et diversifiée soumise tout autant aux influences européennes que nord-américaines. Il récidive sur le sujet dans un autre article : « Aux sources de la Révolution tranquille : le congrès d’orientation du Parti libéral du Québec du 10 et 11 juin 1938 », Bulletin d’histoire politique, automne 2015, 125-158 <http://www.erudit.org/revue/bhp/2015/v24/n1/1033397ar.pdf>.  
Ronald Rudin le critique dans son célèbre article sur l'historiographie québécoise. Il le rattache au courant dit révisionniste dans l'historiographie québécoise, lui reprochant d'interpréter le Québec francophone comme une société « normale » comparable aux autres sociétés nord-américaines. Il minimiserait ses caractéristiques spécifiques : conservatisme, urbanité, influence cléricale, pluralité idéologique, rôle de l'État, conflit linguistique, etc. Il répond à cette critique dans les deux articles cités ci-haut en montrant que le Québec s'industrialise et s'urbanise au même rythme que l'Ontario depuis le début du XXe siècle, que les francophones sont actifs dans le milieu d'affaires, que les partis conservateur et libéral inscrivent leurs orientations politiques dans le libéralisme et que le monde ouvrier n'accuse pas de retard à s'organiser en syndicats et à faire grève. Pour illustrer la vision social-démocrate qui se dégage des revendications des syndicats internationaux auprès des gouvernements, il publiera en 2019 un ouvrage intitulé Aux origines de la social-démocratie. Le Conseil des métiers et du travail de Montréal, 1897-1930.

## Distinctions
Jacques Rouillard a reçu le prix Lionel-Groulx de l'Institut d'histoire de l'Amérique française en 1981 et le prix Jacques-Grimard de l'Association des archivistes du Québec en 2017; il a aussi été corécipiendaire du prix Gérard-Parizeau en 2018.

## Ouvrages publiés
- Répertoire des grèves dans la province de Québec au XIXe siècle, 1970.
- Les travailleurs du coton au Québec, 1900-1915, 1974.
- Les syndicats nationaux au Québec, 1900-1930, 1979.
- Histoire de la CSN 1921-1981, 1981.
- Ah les États! Les travailleurs canadiens-français dans l'industrie textile de la Nouvelle-Angleterre, 1985.
- Le Québec en textes. Anthologie 1940-1986, 1986.
- Répertoire des archives des unions internationales à Montréal, 1987.
- Histoire du syndicalisme au Québec. Des origines à nos jours, 1989.
- Solidarité et détermination. Histoire de la Fraternité des policiers de Montréal et policières de la Communauté urbaine de Montréal, 1999.
- Le syndicalisme québécois. Deux siècles d’histoire, Boréal, 2004.
- Apprivoiser le syndicalisme en milieu universitaire. Histoire du Syndicat général des professeurs et professeures de l'Université de Montréal, 2006.
- L'expérience syndicale au Québec, VLB éditeur, 2008.
- Les grèves de Sorel en 1937, 2010.
- Le mythe tenace de la folk society en histoire du Québec, Septentrion, 2023, 188 pages.

## Revues et journaux
- Bulletin d'histoire politique
- Bulletin du RCHTQ
- L'Action nationale
- Cahiers d'histoire
- Journal of Canadian Studies/Revue d'études canadiennes
- Labour/Le Travail
- L'Annuaire du Québec
- La Presse
- L'Autre Forum
- Le Devoir
- Le Forum
- National Bulletin
- Recherches sociographiques
- Relations industrielles
- Revue d'histoire de l'Amérique française
- The Canadian Historical Review